# Boris Gorbatov

Boris Gorbatov

Boris Leontevici Gorbatov (n. 15 iulie 1908 - d. 20 ianuarie 1954) a fost un scriitor rus de etnie ucraineană.
În scrierile sale a evocat pagini de istorie, în special din perioada Războiului Civil Rus, și reconstrucția țării după cel de-al Doilea Război Mondial.

## Scrieri
- 1933: Generația mea ("Moë pokolenie", Моё поколение)
- 1943: Neînfrânții ("Nepokorënnîe", Непокорённые). Ecranizare în 1945
- 1951: Bazinul Donului ("Donbass", Донбасс)